# CO2-toeslag BPM
De CO2-toeslag BPM, in de volksmond slurptax of slurptaks genoemd, was een extra belasting in Nederland bij registratie van een personenauto die veel CO2 per kilometer uitstoot, hetgeen sterk gerelateerd is aan het brandstofverbruik per kilometer. Het was geregeld als een differentiatie in de belasting van personenauto's en motorrijwielen (bpm), de aanschafbelasting op auto's in Nederland. Als onderdeel van deze belastingmaatregel is de reguliere bpm verlaagd en de motorrijtuigenbelasting verhoogd. De maatregel is ingegaan per 1 februari 2008. De slurptax is per 1 januari 2010 vervallen. Vanaf dat moment is de CO2-uitstoot de hoofdregel bij het vaststellen van de BPM.

## Tarief
De CO2-toeslag in Nederland was voor een korte periode ingevoerd, tussen 1 februari 2008 en 1 januari 2010 werd deze toeslag geïnd. 
Voor benzineauto's die zijn geregistreerd na 1 februari 2008 was de grenswaarde van de CO2-uitstoot vastgesteld op 232 gram per kilometer en voor diesels op 192 g/km. Boven die ondergrens bedroeg de CO2-toeslag € 110 voor elke gram CO2 die een auto meer uitstoot per kilometer. Voor dit geldbedrag was er geen verschil tussen diesel- en benzineauto's.
Per 1 januari 2009 zijn de eisen verder aangescherpt tot respectievelijk 212 en 176 g/km en was de toeslag verhoogd tot € 125 per extra gram CO2 uitstoot.
Per 1 januari 2010 is de hoofdregel dat de BPM voor personenauto's wordt vastgesteld aan de hand van de CO2-uitstoot. De toeslag is hiermee verdwenen, al wordt over vervuilende auto's progressief meer BPM betaald dan over schone voertuigen.

### Voorbeelden
Vooral op dure sportwagens en grote SUV's heeft de CO2-toeslag invloed op de prijs. Hieronder enkele voorbeelden van het effect van de toeslag vanaf 1 februari 2008 ten opzichte van de oude regeling:
- Audi R8: €12.870 extra (uitstoot 349 g/km, (349 − 232) × € 110 = € 12.870)
- Lamborghini Murciélago: € 28.930 extra
- BMW X5 4,8L: € 5.940 extra
- Renault Espace V6: € 6.270 extra
- Chevrolet Captiva V6: € 4.730 extra
- Volvo S80 V8: € 5.720 extra
- Porsche Cayenne diesel: € 1.625 extra

## Voor- en tegenargumenten
Voor politieke partijen met milieu als belangrijk programmapunt, zoals GroenLinks, ging de CO2-toeslag niet ver genoeg. Politici uit het liberale deel van het politieke spectrum vonden dat het om symboolpolitiek ging. Andere critici van de slurptax betwijfelden het effect. Het betrof vooral auto's in het hogere prijssegment en de kopers hebben geen probleem met het extra bedrag. Het zou ook neerkomen op een vorm van nivellering en een verkapte manier om de bpm, die onder druk van Europese Unie staat, te handhaven. Als argument werd gebruikt dat gebruikers van relatief onzuinige auto's al extra betalen door de belasting die op de brandstof zelf zit.
Een maand na invoering van de CO2-toeslag bleek de autoverkoop als geheel niet te zijn beïnvloed.

## Omrekening naar brandstofverbruik
Bij een emissie van CO2 van 2,4 kg per liter benzine komt 232 g/km overeen met een verbruik van 9,7 liter per 100 km. De toeslag van €110 voor elke gram CO2 per kilometer die een auto meer uitstoot komt neer op ongeveer € 3000 voor elke liter extra verbruik per 100 km. Bij diesel komt, bij een uitstoot van 2,7 kg CO2 per liter, de genoemde 192 g/km overeen met 7,1 liter per 100 km.
Voor 2009, na de verscherping van de eisen en de tariefsverhoging, zijn de waarden:
- benzine 212 g/km komt overeen met 8,8 liter per 100 km;
- diesel 176 g/km komt overeen met 6,5 liter per 100 km.